# Pauline Erdmannsdörfer-Fichtner
Pour les articles homonymes, voir Erdmannsdörfer et Fichtner.
Pauline Erdmannsdörfer, née Fichtner le 28 juin 1847 à Vienne et morte le 24 septembre 1916 à Munich, est une pianiste et compositrice allemande. Elle est l'épouse du chef d'orchestre Max Erdmannsdörfer.

## Biographie
Pauline Fichtner commence ses études par le piano, en étant notamment l'élève de Franz Liszt. Interprète brillante, elle est nommée pianiste de la cour du Grand-Duc de Weimar. Elle épouse Max Erdmannsdörfer en 1874. Elle a publié notamment des pièces pour piano, des lieder ainsi que Deux Pièces de fantaisie pour violon et piano.

## Œuvres

### Musique vocale
- Brautlied
- Deux mélodrames